# Европско првенство у фудбалу 2020 — распоред утакмица
Распоред на Европском првенству 2020. утврђен је правилима европске фудбалске организације — УЕФА. Европско првенство 2020. почело је 11. јуна 2021. и трајало је до 11. јула 2021. када је играно финале. Првог дана, 11. јуна, играла се само једна утакмица, док су се осталих дана трајања групне фазе углавном играле по три утакмице, изузев последња четири дана, од 20. до 23. јуна, када су игране по двије или четири утакмице последњег кола.
Завршни дио или нокаут фаза почела је 26. јуна утакмицама осмине финала. У осмини финала играле су се по двије утакмице дневно. По двије утакмице четвртфинала игране су 2. и 3. јула, док су се утакмице полуфинала играле 6. и 7. јула.
Финале је одиграно 11. јула у 21.00 час, на стадиону Вембли, који је изабран на састанку извршног комитета УЕФА, одржаног 19. септембра 2014. године, у Женеви.

## Распоред

### Групна фаза
У табели је приказан распоред одигравања утакмица у групној фази.
| Датум   | Вријеме             | Утакмица                       | Група |
| ------- | ------------------- | ------------------------------ | ----- |
| 11. јун | 21.00               | Турска — Италија               | А     |
| 12. јун | 15.00 (17.00 UTC+4) | Велс — Швајцарска              | А     |
| 12. јун | 18.00               | Данска — Финска                | Б     |
| 12. јун | 21.00 (22.00 UTC+3) | Белгија — Русија               | Б     |
| 13. јун | 15.00 (14.00 UTC+1) | Енглеска — Хрватска            | Д     |
| 13. јун | 18.00 (19.00 UTC+3) | Аустрија — Северна Македонија  | Ц     |
| 13. јун | 21.00               | Холандија — Украјина           | Ц     |
| 14. јун | 15.00 (14.00 UTC+1) | Шкотска — Чешка                | Д     |
| 14. јун | 18.00 (17.00 UTC+1) | Пољска — Словачка              | Е     |
| 14. јун | 21.00               | Шпанија — Шведска              | Е     |
| 15. јун | 18.00               | Мађарска — Португалија         | Ф     |
| 15. јун | 21.00               | Француска — Њемачка            | Ф     |
| 16. јун | 15.00 (16.00 UTC+3) | Финска — Русија                | Б     |
| 16. јун | 18.00 (20.00 UTC+4) | Турска — Велс                  | А     |
| 16. јун | 21.00               | Италија — Швајцарска           | А     |
| 17. јун | 15.00 (16.00 UTC+3) | Украјина — Северна Македонија  | Ц     |
| 17. јун | 18.00               | Данска — Белгија               | Б     |
| 17. јун | 21.00               | Холандија — Аустрија           | Ц     |
| 18. јун | 15.00 (14.00 UTC+1) | Шведска — Словачка             | Е     |
| 18. јун | 18.00 (17.00 UTC+1) | Хрватска — Чешка               | Д     |
| 18. јун | 21.00 (20.00 UTC+1) | Енглеска — Шкотска             | Д     |
| 19. јун | 15.00               | Мађарска — Француска           | Ф     |
| 19. јун | 18.00               | Португалија — Њемачка          | Ф     |
| 19. јун | 21.00               | Шпанија — Пољска               | Е     |
| 20. јун | 18.00 (20.00 UTC+4) | Швајцарска — Турска            | А     |
| 20. јун | 18.00               | Италија — Велс                 | А     |
| 21. јун | 18.00               | Северна Македонија — Холандија | Ц     |
| 21. јун | 18.00 (19.00 UTC+3) | Украјина — Аустрија            | Ц     |
| 21. јун | 21.00               | Русија — Данска                | Б     |
| 21. јун | 21.00 (22.00 UTC+3) | Финска — Белгија               | Б     |
| 22. јун | 21.00 (20.00 UTC+1) | Хрватска — Шкотска             | Д     |
| 22. јун | 21.00 (20.00 UTC+1) | Чешка — Енглеска               | Д     |
| 23. јун | 18.00               | Словачка — Шпанија             | Е     |
| 23. јун | 18.00 (17.00 UTC+1) | Шведска — Пољска               | Е     |
| 23. јун | 21.00               | Португалија — Француска        | Ф     |
| 23. јун | 21.00               | Њемачка — Мађарска             | Ф     |

### Осмина финала
У табели је приказан распоред одигравања утакмица у осмини финала.
| Датум   | Вријеме             | Утакмица               |
| ------- | ------------------- | ---------------------- |
| 26. јун | 18.00               | Велс — Данска          |
| 26. јун | 21.00 (20.00 UTC+1) | Италија — Аустрија     |
| 27. јун | 18.00               | Холандија — Чешка      |
| 27. јун | 21.00               | Белгија — Португалија  |
| 28. јун | 18.00               | Хрватска — Шпанија     |
| 28. јун | 21.00 (22.00 UTC+3) | Француска — Швајцарска |
| 29. јун | 18.00 (17.00 UTC+1) | Енглеска — Немачка     |
| 29. јун | 21.00 (20.00 UTC+1) | Шведска — Украјина     |

### Четвртфинале
У табели је приказан распоред одигравања утакмица у четвртфиналу.
| Датум  | Вријеме             | Утакмица             |
| ------ | ------------------- | -------------------- |
| 2. јул | 18.00 (19.00 UTC+3) | Швајцарска — Шпанија |
| 2. јул | 21.00               | Белгија — Италија    |
| 3. јул | 18.00 (20.00 UTC+4) | Чешка — Данска       |
| 3. јул | 21.00               | Украјина — Енглеска  |

### Полуфинале
У табели је приказан распоред одигравања утакмица у полуфиналу.
| Датум  | Вријеме             | Утакмица          |
| ------ | ------------------- | ----------------- |
| 6. јул | 21.00 (20.00 UTC+1) | Италија — Шпанија |
| 7. јул | 21.00 (20.00 UTC+1) | Енглеска — Данска |

### Финале
Финална утакмица је одиграна 11. јула 2021, у 21.00 час, по средњоевропском времену.
| Датум   | Вријеме             | Утакмица           |
| ------- | ------------------- | ------------------ |
| 11. јул | 21.00 (20.00 UTC+1) | Италија — Енглеска |